# Danny Bowers
Ian Bowers, detto Danny (Newcastle-under-Lyme, 16 gennaio 1955), è un ex calciatore inglese, di ruolo difensore.

## Caratteristiche tecniche
Era un terzino sinistro.

## Carriera
Dopo aver giocato nelle giovanili dello Stoke City esordisce in prima squadra (ed in generale tra i professionisti) nella stagione 1974-1975, all'età di 19 anni; in particolare, gioca la sua prima partita nella prima divisione inglese il 23 novembre 1974, in un incontro pareggiato per 2-2 sul campo del Wolverhampton. Nel prosieguo della stagione gioca poi ulteriori 9 partite di campionato. Segna il suo primo gol da professionista il 20 agosto 1975, in un altro 2-2 contro il Wolverhampton (questa volta però al Victoria Ground), e nel resto della stagione gioca ulteriori 6 partite in prima divisione, categoria in cui invece disputa 15 incontri (con un'ulteriore rete messa a segno) nella stagione 1976-1977, che le Potteries concludono con una retrocessione in seconda divisione.
Nella stagione 1977-1978 trascorre un breve periodo in prestito allo Shrewsbury Town (con cui gioca 6 partite in terza divisione) per poi tornare allo Stoke City, con cui conclude l'annata giocando 7 partite in seconda divisione, categoria nella quale rimane poi in rosa anche per l'intera stagione 1978-1979, nella quale non viene però mai schierato in campo in partite di campionato, raccogliendo la sua unica presenza stagionale in una partita di Coppa di Lega. Si trasferisce quindi in quarta divisione al Crewe Alexandra, club con cui gioca da titolare per un quinquennio in questa categoria, nella quale è autore di 2 reti in 175 presenze (per un totale di 191 apparizioni in incontri ufficiali con il club biancorosso se si comprendono anche le coppe nazionali), per poi nel 1984, all'età di 29 anni, ritirarsi.
In carriera ha totalizzato complessivamente 220 presenze e 4 reti nei campionati della Football League, disputando almeno un incontro in ciascuna delle quattro divisioni che la componevano.

## Statistiche

### Presenze e reti nei club
Statistiche aggiornate al 17 maggio 2025.
| Stagione               | Squadra                | Campionato             | Campionato | Campionato | Coppe nazionali | Coppe nazionali | Coppe nazionali | Coppe continentali | Coppe continentali | Coppe continentali | Altre coppe | Altre coppe | Altre coppe | Totale | Totale |
| Stagione               | Squadra                | Comp                   | Pres       | Reti       | Comp            | Pres            | Reti            | Comp               | Pres               | Reti               | Comp        | Pres        | Reti        | Pres   | Reti   |
| ---------------------- | ---------------------- | ---------------------- | ---------- | ---------- | --------------- | --------------- | --------------- | ------------------ | ------------------ | ------------------ | ----------- | ----------- | ----------- | ------ | ------ |
| 1974-1975              | Stoke City             | FD                     | 10         | 0          | FACup+CdL       | 0               | 0               |                    | -                  | -                  | -           | -           | -           | 10     | 0      |
| 1975-1976              | Stoke City             | FD                     | 7          | 1          | FACup+CdL       | 2+0             | 0               |                    | -                  | -                  | -           | -           | -           | 9      | 1      |
| 1976-1977              | Stoke City             | FD                     | 15         | 1          | FACup+CdL       | 1+1             | 0               |                    | -                  | -                  | -           | -           | -           | 17     | 1      |
| ago.-ott.1977          | Shrewsbury Town        | TD                     | 6          | 0          | FACup+CdL       | 0               | 0               |                    | -                  | -                  | -           | -           | -           | 6      | 0      |
| ott.1977-1978          | Stoke City             | SD                     | 7          | 0          | FACup+CdL       | 1+0             | 0               |                    | -                  | -                  | -           | -           | -           | 8      | 0      |
| 1978-1979              | Stoke City             | SD                     | 0          | 0          | FACup+CdL       | 0+1             | 0               |                    | -                  | -                  | -           | -           | -           | 1      | 0      |
| Totale Stoke City      | Totale Stoke City      | Totale Stoke City      | 39         | 2          |                 | 7               | 0               |                    | -                  | -                  |             | -           | -           | 46     | 2      |
| 1979-1980              | Crewe Alexandra        | FourthD                | 45         | 0          | FACup+CdL       | 1+2             | 0               |                    | -                  | -                  | -           | -           | -           | 48     | 8      |
| 1980-1981              | Crewe Alexandra        | FourthD                | 45         | 2          | FACup+CdL       | 1+2             | 0               |                    | -                  | -                  | -           | -           | -           | 48     | 2      |
| 1981-1982              | Crewe Alexandra        | FourthD                | 18         | 0          | FACup+CdL       | 2+1             | 0               |                    | -                  | -                  | -           | -           | -           | 21     | 0      |
| 1982-1983              | Crewe Alexandra        | FourthD                | 46         | 0          | FACup+CdL       | 1+2             | 0               |                    | -                  | -                  | -           | -           | -           | 49     | 0      |
| 1983-1984              | Crewe Alexandra        | FourthD                | 21         | 0          | FACup+CdL       | 0+2             | 0+1             |                    | -                  | -                  | FLT         | 2           | 0           | 25     | 1      |
| Totale Crewe Alexandra | Totale Crewe Alexandra | Totale Crewe Alexandra | 175        | 2          |                 | 14              | 1               |                    | -                  | -                  |             | 2           | 0           | 191    | 3      |
| Totale carriera        | Totale carriera        | Totale carriera        | 220        | 4          |                 | 21              | 1               |                    | -                  | -                  |             | 2           | 0           | 243    | 5      |